# Officine Stampaggi Industriali
Officine Stampaggi Industriali S.p.A. war ein italienischer Hersteller von Automobilen.

## Unternehmensgeschichte
Luigi Segre, Eigentümer des Automobil Designbüros Carrozzeria Ghia, und der Rechtsanwalt Arrigo Olivetti gründeten 1960 in Turin das Unternehmen Officine Stampaggi Industriali. Segre wollte die Fertigung von Fahrzeugen von Design und Entwicklung trennen. 1963 starb Segre im Alter von nur 43 Jahren. Olivetti wurde daraufhin Alleineigentümer und die Verbindung zu Carrozzeria Ghia endete. Das Unternehmen begann nun, eigene Fahrzeuge unter dem Markennamen „OSI“ auf den Markt zu bringen. In den ersten beiden Jahren nach Segres Tod setzte OSI vor allem Entwürfe des unabhängigen Designers Giovanni Michelotti um. 1965 holte Olivetti den Ghia-Designer Sergio Sartorelli zu OSI, der das Centro Stile e Esperienze OSI aufbaute. Dort entstanden dann auch eigene Karosserieentwürfe. 1968 ging das Unternehmen in Insolvenz. Teile des Unternehmens wurden von Fiat übernommen.

## Fahrzeuge
Zunächst entstanden verschiedene Karosserien für Modelle von Alfa Romeo, Fiat und Innocenti. Dazu zählten der Alfa Romeo 2600 Berlina De Luxe, das Fiat 2300 S Coupé, der Fiat 1300 Kombi, der Fiat 1500 Kombi und der Innocenti Spider; viele dieser Modelle hatten ein Ghia-Design.
1963 erschien mit dem OSI 1200 S das erste als OSI vermarktete Fahrzeug. Es war ein Cabriolet auf Basis des Fiat 1100 mit einem 1221 cm³ großen Vierzylindermotor und 58 PS Leistung. Das meistgebaute Modell war mit etwa 10.000 Stück der Ford Anglia Torino, dessen Karosserie Giovanni Michelotti entworfen hatte. Bekannt ist auch der OSI-Ford 20 M TS, von dem je nach Quelle ca. 2.200 oder etwa 3.500 Exemplare entstanden. Er war der erste Wagen, dessen Design OSI selbst entwickelt hatte. Vorgestellt wurde das Coupé auf dem Genfer Auto-Salon 1966. Basis war der Ford 20 M. Der spektakuläre Prototyp Bisiluro Silver Fox verschaffte dem Unternehmen auf dem Automobilsalon in Turin im Jahr 1967 zwar viel Aufmerksamkeit, konnte den Niedergang des Unternehmens aber nicht aufhalten. Zu den letzten Kreationen OSIs gehörte ein sechssitziger Multivan auf Basis des Fiat 850 T vob 1968, der für die Beförderung von Besuchern auf dem Fiat-Werksgelände vorgesehen war. Es entstand nur noch ein Einzelstück; eine Serienfertigung kam nicht mehr zustande. 1968 endete die Produktion. 

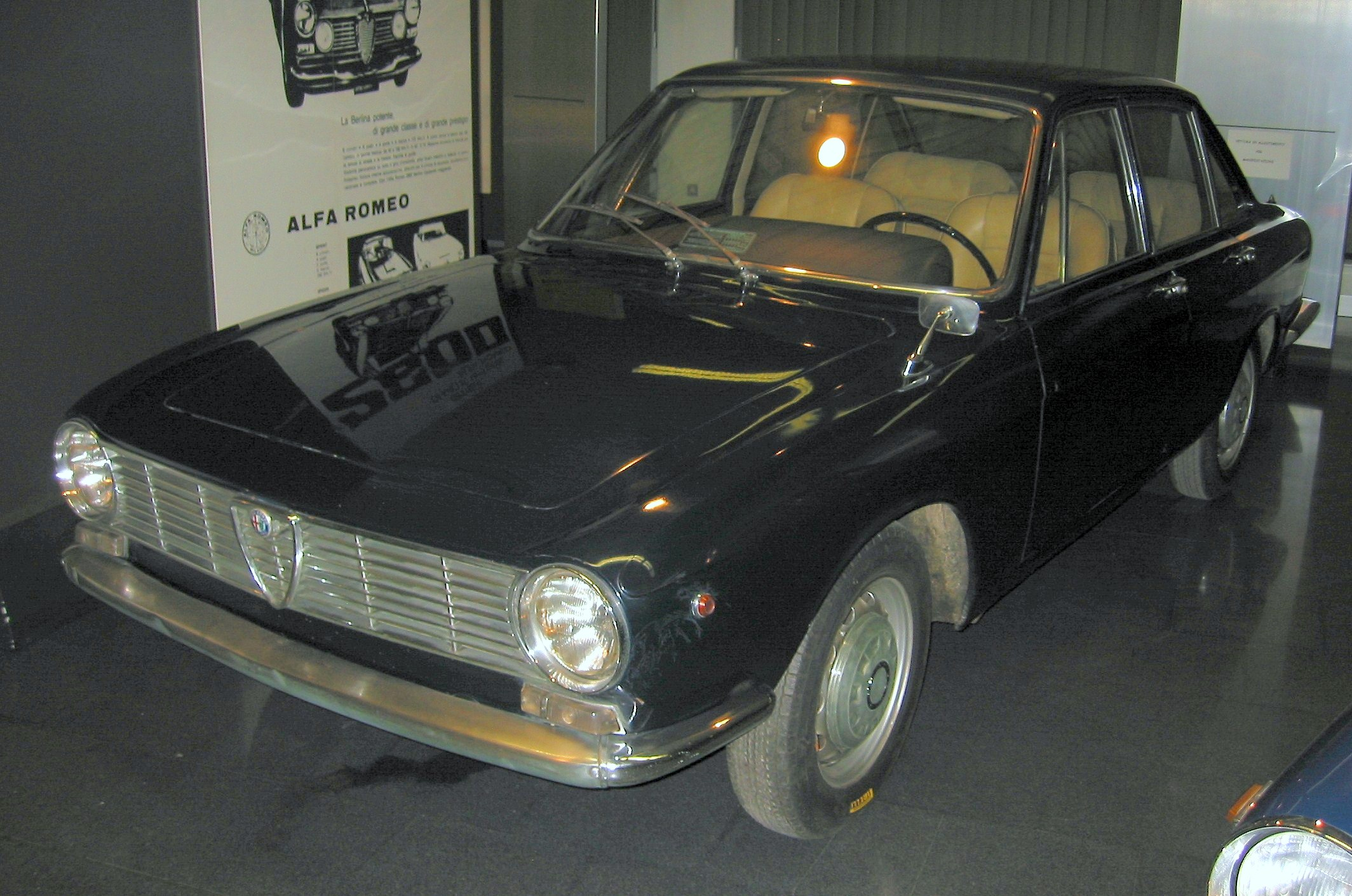
Alfa Romeo 2600 Berlina de Luxe 1965 von OSI
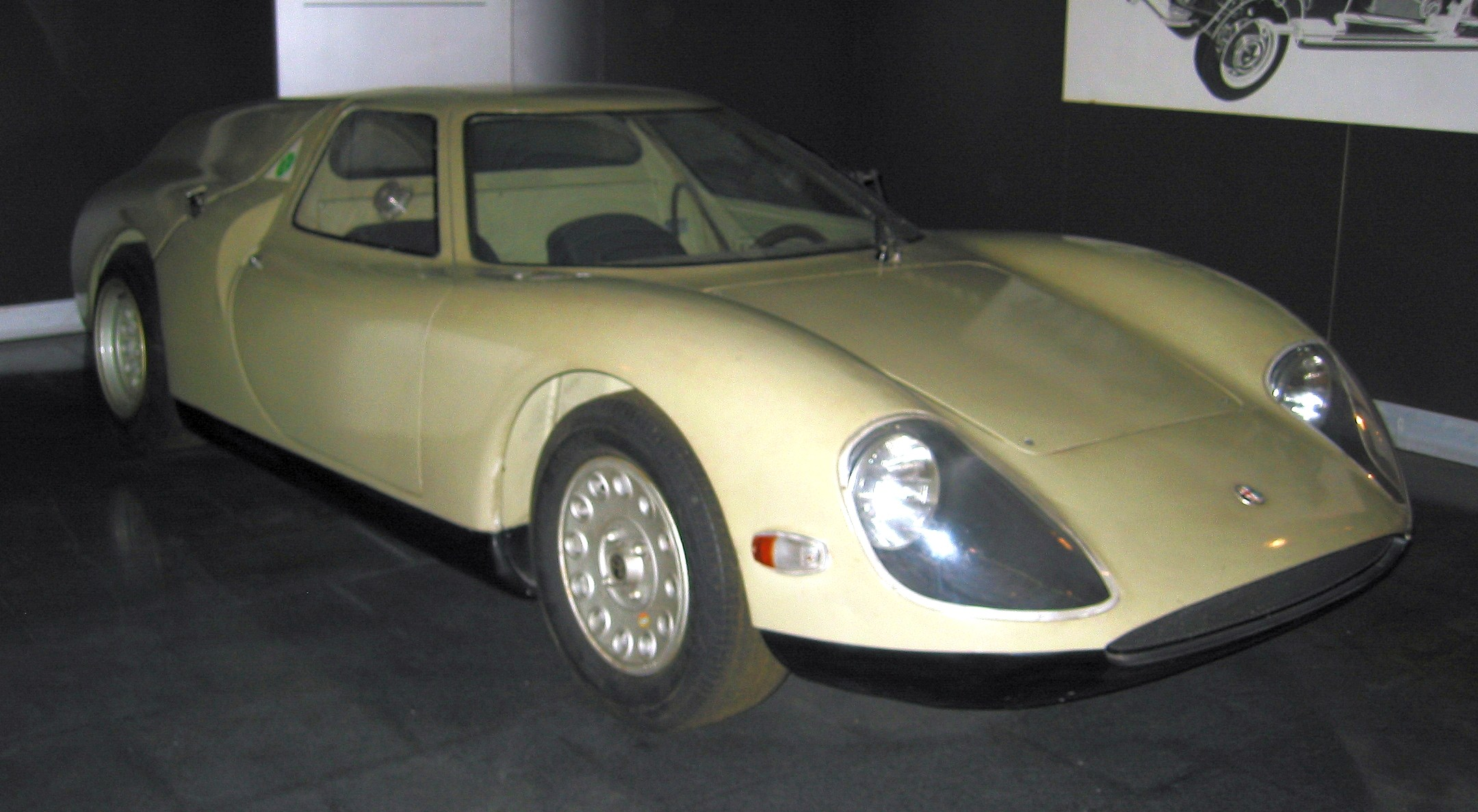
Alfa Romeo Giulia Scarabeo 1966 von OSI
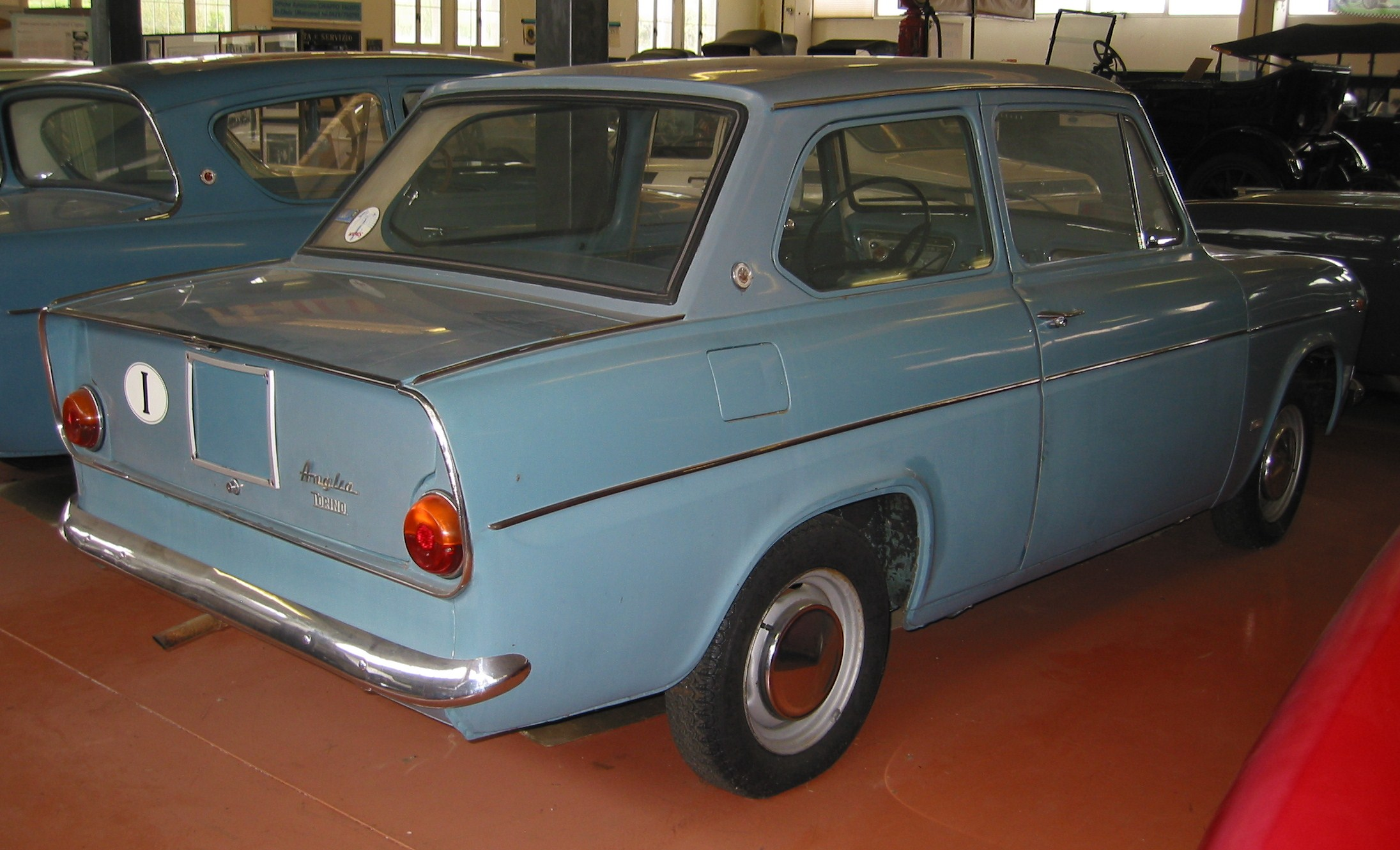
Ford Anglia Torino von OSI
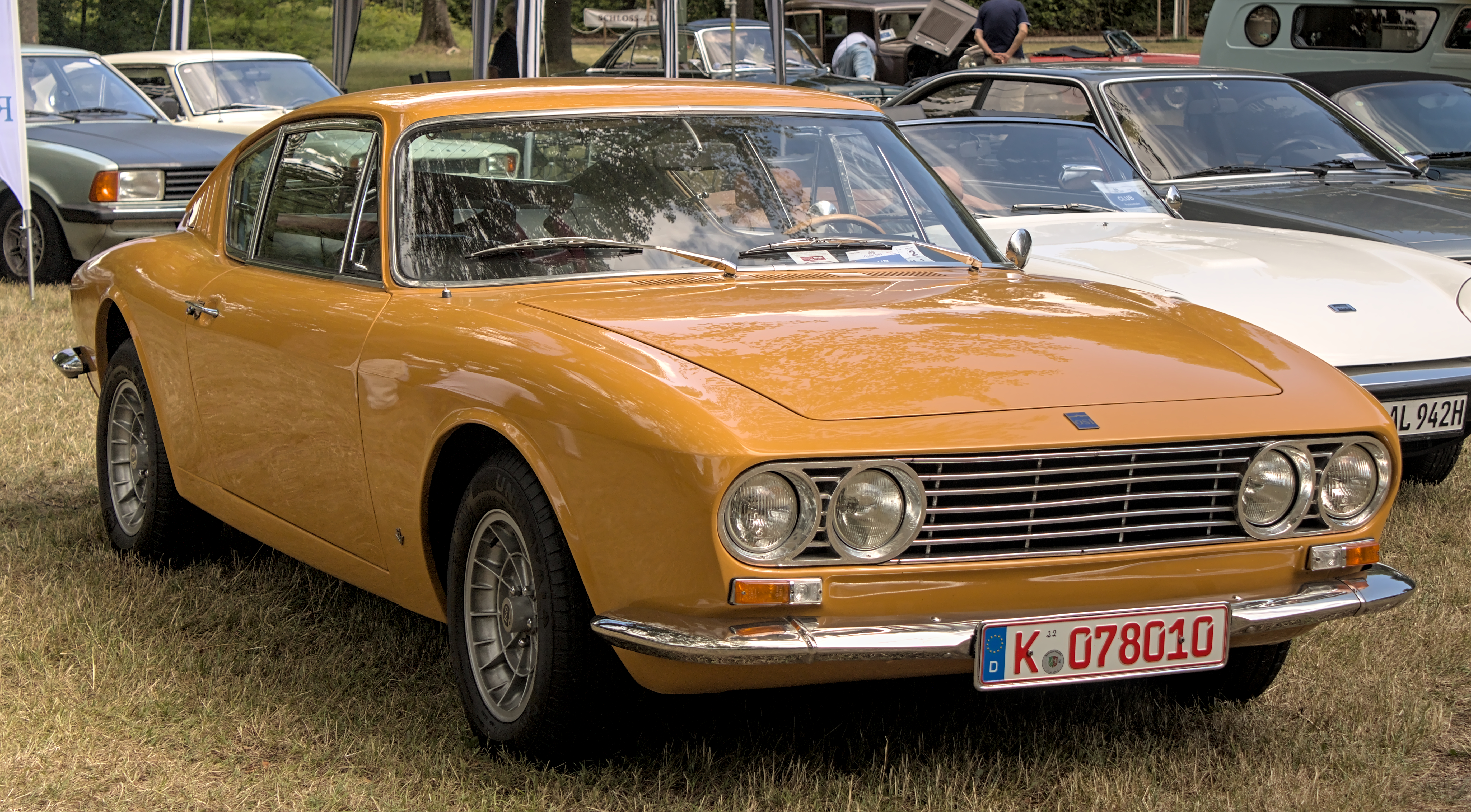
OSI-Ford 20 M TS

## Für OSI tätige Automobildesigner
Für OSI wurden im Laufe des Bestehens mehrere namhafte Automobildesigner tätig, teils als Mitarbeiter, teils auf freiberuflicher Basis, darunter Virgil Max Exner jr., Tom Tjaarda, Giovanni Michelotti, Giorgio Batistella, Sergio Coggiola, Sergio Sartorelli, Werner Hölbl und Paul Breuer.
Eine weitere Person, die wiederholt mit OSI in Verbindung stand, war Pietro Sibona, der von 1962 bis Ende 1966 Mitinhaber der Carrozzeria Sibona-Basano war: Anfang der 1960er-Jahre arbeitete er als Meister für Metallbearbeitung und -verarbeitung bei Ghia, wo er mehrere Prototypen betreute, die dann bei OSI in die Serienfertigung gingen; Ende 1966 gab er seine selbständige Tätigkeit auf und wechselte auf Anregung von Sergio Sartorelli als Leiter der Prototypenwerkstatt in das inzwischen von OSI geschaffene Centro Stile e Esperienze.